# Le Christ mort (Rosso)
Le Christ mort parfois nommé comme Pietà  est une peinture commandée vers 1535 par Anne de Montmorency pour son château d'Écouen à l'artiste maniériste Giovanni Battista di Jacopo dit Rosso Fiorentino. 

## Description
Le Christ mort est emmené au tombeau par Jean et Madeleine. La mère de Jésus en Pietà écartant les bras en forme de croix est soutenue par une autre figure féminine.
L'œuvre a été réalisée à l’huile sur un panneau de bois puis fut transposée en 1802 sur toile de 127 × 163 cm.
L'artiste a représenté les armoiries de la famille de Montmorency sur les coussins sur lesquels repose le corps du Christ. Il s'agit d'alérions bleus (azur) sur fond jaune orangé (or).

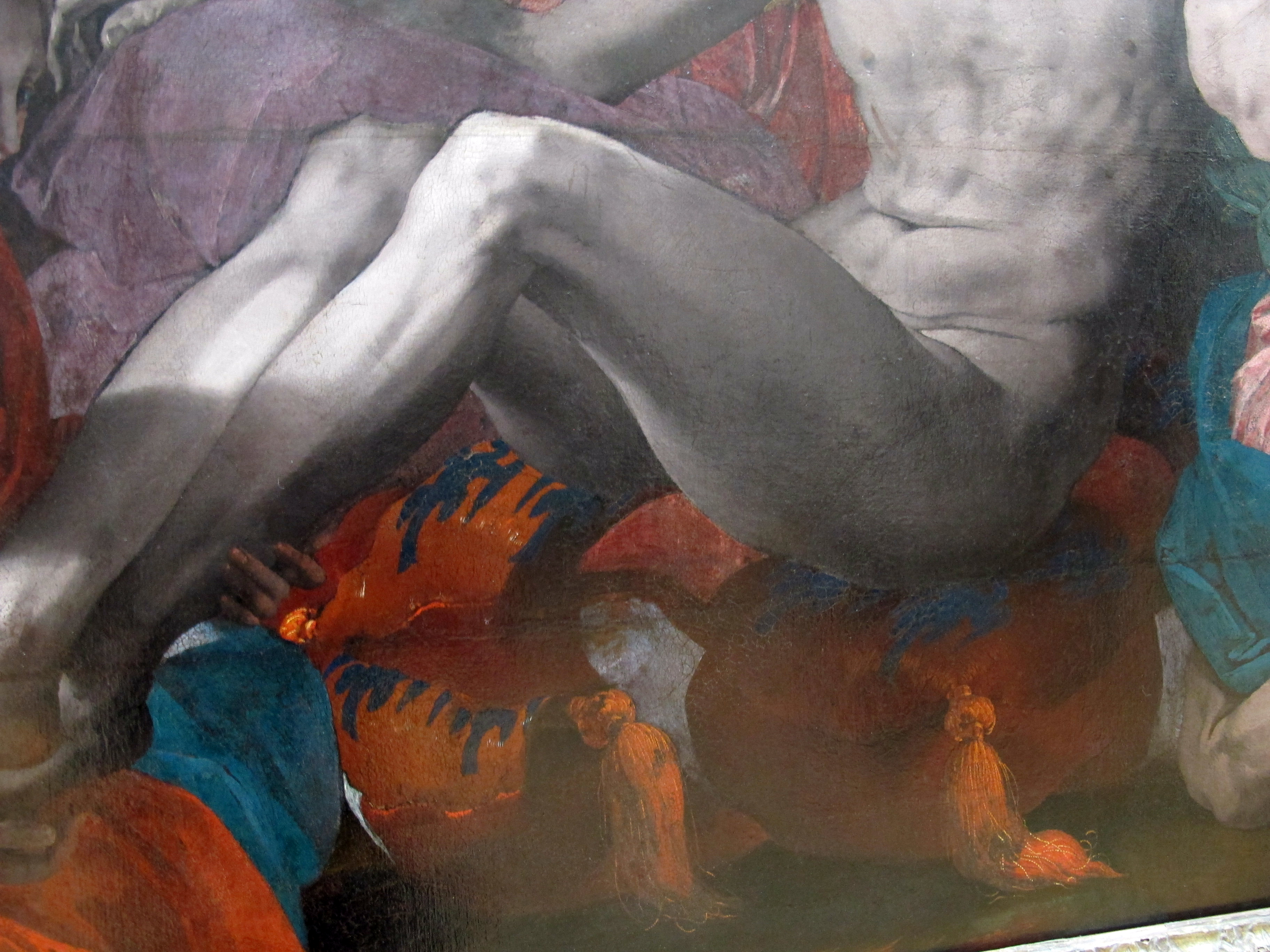
Détail.

## Historique
Rosso Fiorentino arrive en France en 1530, il travaille à Fontainebleau pour les décors du château. Anne de Montmorency lui commande un retable pour une chapelle de son château d'Écouen, sans doute vers 1535. Il est probable que la commande initiale du retable était avec son encadrement sculpté et peut-être un fronton, et l'artiste est mort avant son achèvement.